# Кац, Калле
Калле Кац (фин. Kalle Katz; род. 4 января 2000) — финский футболист, защитник.

## Карьера

### Клубная карьера
Во взрослом футболе дебютировал в 2017 году в клубе «ХИК», одновременно выступая и в его резервной команде «Клуби 04». Его дебют в чемпионате Финляндии состоялся 28 июля 2018 года в матче против клуба «Хонка». В январе 2019 года Кац стал выступать в основном составе клуба «РоПС» на правах аренды, подписав контракт на один сезон, который впоследствии был продлён ещё на год.
В январе 2021 года присоединился к команде клуба «Ильвес», в составе которого отыграл два сезона. В феврале 2024 года стал выступать за «ЕИФ».

### Карьера в молодёжной сборной
В 2016 году Кац был впервые вызван в национальную сборную Финляндии до 17 лет, в составе которой принял участие в 12 матчах. Впоследствии он также выступал в составе сборных страны до 18 лет, до 19 лет и до 21 года.
Он также был членом команды, представлявшей Финляндию на чемпионате Европы по футболу 2018 среди юношей до 19 лет.

## Личная жизнь
Кац имеет еврейские корни. Двоюродным братом его прадеда был легкоатлет и олимпийский чемпион Элиас Кац. Кроме того, у Каца есть младший брат Бруно, который тоже является футболистом.